# Speciální mateřská škola
Speciální mateřská škola je vzdělávací institucí a předškolním zařízením, které je určeno pro poskytování předškolního vzdělávání dětem se speciálními vzdělávacími potřebami, které jim nedovolí se vzdělávat v mateřské škole.

## Funkce a náležitosti speciální mateřské školy
Do těchto zařízení jsou zpravidla přijímány děti s/se:
- vývojovými poruchami
- poruchami pozornosti
- opožděným vývojem řeči
- poruchami rozvoje kognitivních schopností
- sníženou úrovní rozumových schopností
- poruchami autistického spektra
- tělesným postižením nebo zdravotním oslabením
- kombinované vady
- jiným handicapem neumožňující nástup do běžné mateřské školy

Věk přijímaných dětí se zpravidla pohybuje mezi 3–7 lety, individuálně to ale může být upraveno i jinak, například na základě posuzované úrovně psychomotorického vývoje dítěte. Přijetí ředitelem školy je založeno na posudku z pedagogicko-psychologické poradny, posudku od psychiatra a logopeda. Myšlenkou speciálních mateřských škol je fakt, že i děti se speciálními vzdělávacími potřebami mají nárok na patřičné vzdělávání a uspokojování svých potřeb a zapojení do běžného života s respektem a empatií k jejich osobnosti. Cíli vzdělávacích programů je rozvoj dítěte k samostatnosti pro vzdělávání a život s ohledem na možnosti jeho handicapu. Počet dětí ve třídách bývá snížený z důvodu potřeby individuálního přístupu. Školy také úzce spolupracují s rodiči dětí, kteří se mohou například zúčastnit aktivit.

## Vzdělávací programy
Na základě Školského zákona mají speciální mateřské školy povinnost vytvářet své vlastní vzdělávací programy, při jejichž zpracování je vhodné vycházet z Rámcového vzdělávacího programu pro předškolní vzdělávání a z Manuálu k případě školního vzdělávacího programu mateřské školy. Formálně se nijak zásadně neliší od vzdělávacích programů v běžných mateřských školách. Jsou v něm uvedené základní identifikační údaje školy, její charakteristika, respektive typ mateřské školy, velikost, prostředí a charakter budovy, ve které se nachází, případná spolupráce s lékaři, odborníky, základními školami, rehabilitačními centry, projekty apod. Dále je potřeba doplnit rozvojové cíle jednotlivce o konkretizaci cílů speciálních, tedy co je nabízeno rodičům, jaké pomůcky a terapie se používají (rehabilitace, fyzioterapie, logopedie apod.), jakých potřeb se program dotýká, na jaký specifický rozvoj a vlastnosti se při výuce klade důraz a podobně, společně s prostředky, které škola využívá k jejich dosažení.
Dále se uvádí aktuální stav materiálního zázemí školy, psychosociální podmínky, zásady životosprávy, personální zajištění a spolupráce s rodiči dětí. Souběžně s tím se uvádí i potřeby oprav a doplnění nebo zlepšení zároveň s plány jak toho má být dosaženo.
Organizační stránka vyžaduje uvedení vnitřního uspořádání, tedy počtu a kapacity tříd, případné zaměření tříd, pokud jsou rozděleny například podle stupně handicapu dětí anebo jejich jednotlivých potřeb.
Musí být znám také přibližný denní program, tedy čas příchodu a odchodu dětí, časy jídel, časy cvičení, terapií, venkovních pobytů a podobně. Každodenní aktivity (například rehabilitace) jsou též zařazeny. Je žádoucí popsat uspořádání organizace vzdělávání, které zohledňuje speciální potřeby, tedy omezený počet dětí ve třídě, poskytování speciálních pedagogicko-psychologických služeb, zajištění asistentů a podobně.

## Druhy speciálních mateřských škol v ČR
- Mateřská škola pro zrakově postižené
- Mateřská škola pro sluchově postižené
- Mateřská škola pro hluchoněmé
- Mateřská škola pro tělesně postižené
- Mateřská škola logopedická
- Mateřská škola speciální
- Mateřská škola při speciálním zařízení[4]

## Statistiky v ČR
Ke školnímu roku 2019/2020 navštěvovalo mateřské školy 11 695 dětí se zdravotním postižením, tedy 3,2 %. Speciální třídy navštěvovalo 7 001 dětí, ty běžné 4 694. Z toho je 6 010 dětí postiženo vadou řeči, 451 zrakově, 309 sluchově, 452 tělesně, 726 mentálně, 1 016 s vývojovými poruchami, 1 205 s autismem a 1 526 s více vadami. V celé republice je tak k tomuto roku 11 695 dětí se zdravotním postižením, z toho nejvíce v Praze a Středočeském kraji (1 206 a 1016), nejméně v kraji Pardubickém (343).

## Doplňující programy
Speciální mateřské školy využívají i doplňující programy, které příznivě ovlivňují zdraví a rozvoj docházejících dětí. Aplikovány jsou buď ve spolupráci s externími zdravotníky, centry, odborníky nebo samostatně.
Patří mezi ně:
- Logopedie
- Kneippovy rehabilitace – šlapací vaničky, sprchy apod.
- Inhalace
- Metamorfní techniky (metoda pro uvolnění traumat)
- Pomoc psychologa
- Infrasauny, lightboxy
- Dílny rozvíjející motoriku (např. keramika)
- Trénink jazykových schopností
- Využívání bylinek (pěstování a využívání přímo ve škole)
- Relaxační terapie
- Terapeutické bazény[6]

## Historie speciálního školství
Krátce po druhé světové válce se speciální školství zařadilo do samostatné sítě škol a školských zařízení. Školy a třídy se dělily dle stupně postižení. V roce 1978 došlo k přejmenování dotčených institucí na školy pro mládež vyžadující zvláštní péči. Některé děti byly klasifikovány jako nevzdělávatelné a ze systému tak byly vyloučeny zbavením povinné školní docházky.